# زبان استونیایی
اِستونیایی (به استونیایی: eesti keel، ایس‌تی کیل) نام زبان رسمی کشور استونی است. حدود ۱ میلیون تن در درون استونی و ۱۰۰ هزار تن مهاجر استونیایی در بیرون از این کشور به استونیایی سخن می‌گویند. استونیایی از خانواده زبان‌های فینو-اوگری و در پیوند نزدیک با زبان فنلاندی است.
چیزی که استونیایی را برای زبانشناسان جذاب کرده دارا بودن سه گونه واکه کوتاه، بلند و بسیار بلند در این زبان است. همچنان ویژگی دارابودن آوای‏ (ɤ) با (õ) استونیایی را از بسیاری زبان‌ها متمایز می‌سازد.

## دسته‌بندی
استونیایی در شاخه زبان‌های فینیک از خانواده زبان‌های فینو-اوگری جای دارد. این زبان با فنلاندی پیوندهای نزدیکی دارد. این دو زبان در دو سوی خلیج فنلاند گویشورانی دارند و از کم‌شمار زبان‌های ناهندواروپایی اروپایند. با وجود وامگیری از دیگر زبان‌ها، استونیایی پیوندی با نزدیکترین زبان‌های همسایه خود-سوئدی، روسی و لاتویایی-که همه از خانواده هندواروپایی هستند ندارد.
استونیایی همچنین پیوندهای نه چندان نزدیک با زبان مجاری دارد. زبان‌های آلمانی و پس از آن روسی، سوئدی و لاتویایی بر این زبان اثرهایی گذارده‌اند.
استونیایی همانند فنلاندی و مجاری یک زبان پیوندی‌ست، اگرچه هماهنگی آوایی زبان نیافین‌واوگری را ازدست‌داده‌است. البته در نوشته‌های کهن این زبان هماهنگی آوایی هنوز دیده‌می‌شود. از این گذشته وقف‌های گسترده‌ای که در پایان واژگان این زبان دیده می‌شود سبب انحراف این زبان از یک زبان پیوندی به سوی زبانی صرفی شده‌است. ساختمان کلی دستوری این زبان به این ترتیب است:نهاد فعل مفعول.

## الفبا
همانند فنلاندی، استونیایی نیز از الفبای لاتین بهره‌می‌برد. در این سامانه نوشتاری حرف‌های š, ž, ä, ö, ü، و õ افزوده شده و واج‌های c, q, w, x و y برای نام‌های ویژه با ریشه بیگانه کاربرد دارند. همچنین f, z, š، و ž تنها برای جاینام‌ها و وام‌واژگان سودبرده می‌شوند. حرف õ با آوای /ɤ/ یا /o/ ِ ناپُر یک آوای نیمه، پشتی و ناپُر است و با حرف همریخت با آن در زبان پرتغالی همانندی ندارد و بیشتر همانند با آوای ı در ترکی استانبولی و ы در روسی و ơ در زبان ویتنامی است.
الفبای استونیایی به این شرح هستند: A, B, C, D, E, F, G, H, I, J, K, L, M, N, O, P, Q, R, S, ÛŒØŒ Z, Ž, T, U, V, W, Õ, Ä, Ö, Ü, X, Y